# 亚历克西·卡雷尔

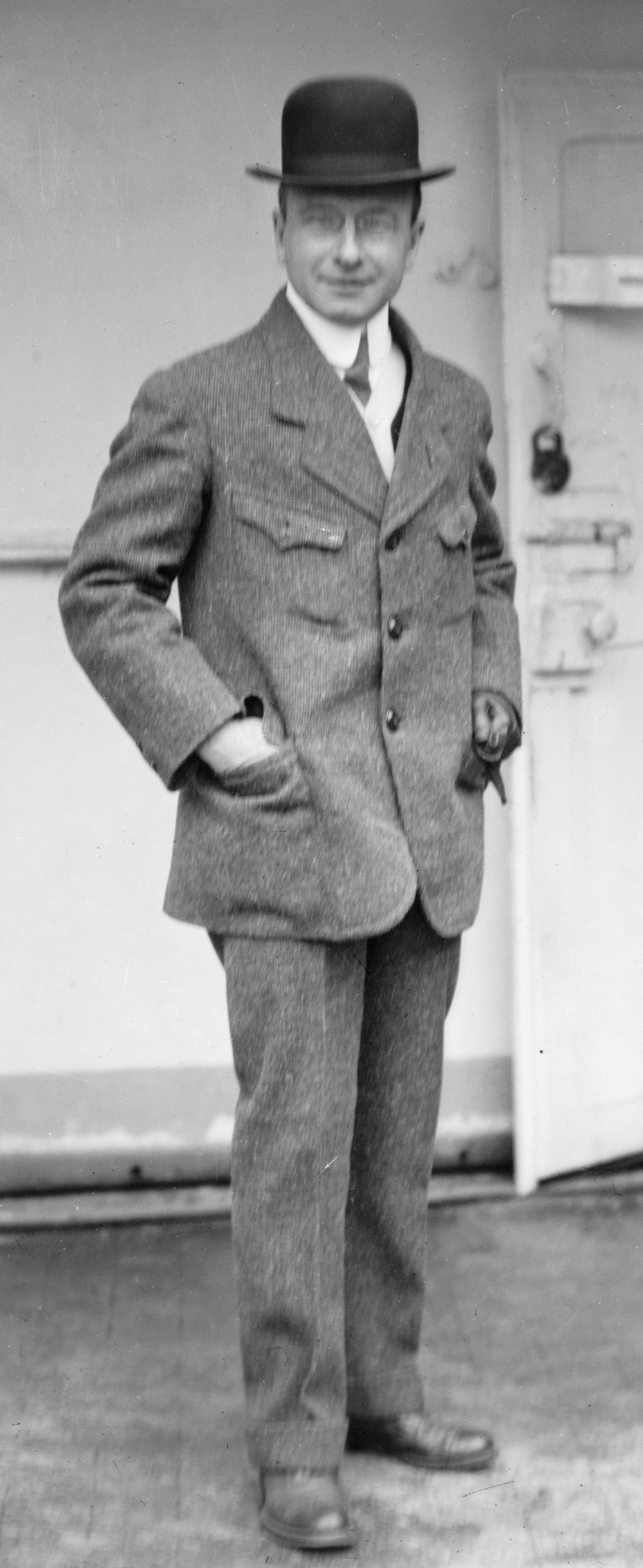
卡雷尔, 于1912年

亚历克西·卡雷尔（法語：Alexis Carrel，1873年6月28日—1944年11月5日），法國外科醫生、生物學家與優生學家。

## 生平
在1912年因為對於血管以及器官移植的研究，獲得諾貝爾生理學或醫學獎。此外他也曾是法國群眾黨（Parti Populaire Français）成員。此政黨是維琪法國時期的親納粹政黨。
他的主要著作 Man, the Unknown 首先被胡先骕与萧宗训译为中文《未了知之人类》（2023(1945)）。